# 천방지축 라디오
성민, 써니의 천방지축 라디오(천지)는 대한민국의 위성 DMB 방송인 멜론방송에서 2006년 3월 2일부터 2008년 7월 31일까지 오후 10시부터 12시까지 멜론방송을 통해 방송되었던 프로그램이었다.

## 역사

### 진행자
2006년부터 2007년초까지 슈퍼주니어의 멤버 강인이 진행하였으나, 2007년 6월부터는 슈퍼주니어의 멤버 성민과 소녀시대의 멤버 수영이 진행하였고, 2008년 2월부터는 수영이 하차하고 소녀시대의 멤버인 써니가 진행하였다.

### 종방
주관방송인 멜론방송이 방송을 종료하기로 결정하면서, 2008년 7월 18일 제작진은 천방지축 라디오의 종방을 공지하였다. 2008년 7월 30일 마지막 정규 방송을 하였고, 다음날인 7월 31일에는 정규 방송 대신 그동안의 진행자들이 라이브로 불렀던 음악을 방송하며, 천방지축 라디오는 종방되었다.

## 코너
성민, 써니의 천방지축 라디오는 색다른 패널과 함께하는, 매일 재미있는 코너를 준비했었다.

### 매일
- 사연과 신청곡
  - 청취자들의 일상이 담긴 사연과 신청곡을 들려주는 코너
- 축.연.테
  - 기쁘고 즐거운 축하사연을 들려주는 코너

### 월요일
- 천지 초대석
  - 청취자들이 만나보고 싶었던 게스트와 함께 재미있는 이야기를 나누는 코너

### 화요일
- 우.생.쏭
  - 써드 코스트가 출연해 매주 다른 가수의 명곡을 들려주는 코너

### 수요일
- 웬일이야? 이 시간에
  - 신청받은 청취자의 하소연을 듣고, DJ가 해결해주는 코너

### 목요일
- 이 죽일놈의 고민
  - 백보람과 김태환이 출연해 청취자들의 고민을 상담해주는 코너

### 금요일
- 웬만해선 이 노랠 틀 수 없다
  - 두 DJ가 두,세 곡씩 노래를 추천해, 곡을 들려주며 더 적은 표를 받은 DJ에게 벌칙을 주는 코너

### 토요일
- 완소 메들리!
  - 청취자의 소중한 의미가 있는 노래들을 들려주는 코너